# Dicranotropis pallidinervis
Dicranotropis pallidinervis är en insektsart som beskrevs av Frederick Arthur Godfrey Muir 1926. Dicranotropis pallidinervis ingår i släktet Dicranotropis och familjen sporrstritar. Inga underarter finns listade i Catalogue of Life.